# Mitis Iudex Dominus Iesus
Mitis Iudex Dominus Iesus est un motu proprio donné par le pape François sur la réforme du processus canonique sur la déclaration en nullité d'un mariage religieux.
Ce motu proprio a été promulgué conjointement avec le motu proprio Mitis et misericors Iesus réformant aussi le processus canonique mais pour les Églises orientales.

## Contenu
Le motu proprio commence par rappeler ce qui a été fait dans l'Eglise, à propos du mariage, depuis des siècles : exposition plus approfondie de la doctrine de l'indissolubilité du lien sacré du mariage, développement du système de la nullité du consentement matrimonial et réglementation du procès judiciaire dans ce domaine.
Le pape François explique avoir décidé d'entreprendre la réforme du procès de nullité du mariage et avoir réuni « un groupe de personnes éminentes par leur doctrine juridique, leur prudence pastorale et leur expérience judiciaire ».
Le motu proprio, validé par la majorité des évêques réunis en Synode extraordinaire en octobre 2014, a pour objectif de favoriser « non pas la nullité des mariages, mais la rapidité des procès et une juste simplicité ».
Le pape François décide enfin, par ce motu proprio, de totalement remplacer la partie III, titre I, chapitre I (qui porte sur les causes de déclaration de nullité du mariage (can. 1671-1691)) du code de droit canonique.

## Critères fondamentaux de la réforme
Avant de présenter la nouvelle rédaction du code de droit canonique, les critères fondamentaux de la réforme sont présentés, en huit points :
1. Une seule sentence exécutoire en faveur de la nullité, ce qui met fin à la double décision qui existait jusqu'alors.
2. Le juge unique sous la responsabilité de l'évêque
3. L'évêque lui-même est juge
4. Le procès plus bref.
5. L'appel au Siège Métropolitain
6. Le rôle spécifique des conférences épiscopales
7. Le recours au Siège Apostolique
8. Provisions pour les Églises orientales : le motus proprio Mitis et misericors Iesus est publié séparément, à la même date, pour réformer la discipline des procès matrimoniaux dans le Code des Canons des Églises orientales.

### Source
- Texte en français du motu proprio
- C. Dounot, "La réforme du droit processuel de l'Église, une révolution qui ne dit pas son nom", La Semaine Juridique - Edition Générale, n° 39, 21 septembre 2015, 989 (en ligne).